# Борщёвка (Тамбовская область)
Борщёвка — деревня в Тамбовском районе Тамбовской области России. Входит в состав сельского поселения Красносвободненский сельсовет.

## География
Расположена в центральной части Тамбовской области в 15 км к юго-востоку от Тамбова, в 1,5 км западнее автомобильной магистрали — М6 «Каспий», на берегу реки Большая Липовица.

## История
Село Борщёвка основано служивыми людьми (выходцами из г. Тамбова) в канун проведения первой ревизской сказки 1719 года. В то время в деревне Борщевке было 6 дворов. Их хозяева — Василий Арсеньев, Трофим Волгин, Казьма Дурсов, Ефим Кривцов и другие.
В 1745 году Борщевка уже именуется селом, в котором жили 12 семей однодворцев. Помещики Иван и Никита Кандауровы купили и переселили в Борщевку из разных уездов 180 мужских душ крепостных крестьян. Впоследствии село Борщёвка принадлежало 12 помещикам.

## Население
| 2002 | 2010 |
| ---- | ---- |
| 192  | ↗193 |

### Национальный состав
Согласно результатам переписи 2002 года, в национальной структуре населения русские составляли 96 % от жителей.

## Инфраструктура
- Музей им. Зои Космодемьянской

## Транспорт
Деревня доступна автотранспортом.